# Lấu Phạm Văn Ngọt
Lấu Phạm Văn Ngọt (danh pháp: Psychotria ngotphamii) là một loài lấu được phát hiện ở Vườn quốc gia Bidoup – Núi Bà năm 2023 và được đặt tên bởi Nguyễn Quốc Bảo, Tagane Shuichiro, Tetsukazu Yahara và Đặng Văn Sơn. 
Tên loài được nhóm tác giả mà đứng đầu là phó giáo sư, tiến sĩ Đặng Văn Sơn (Viện Sinh học Nhiệt đới, thuộc Viện Hàn lâm Khoa học và Công nghệ Việt Nam) đặt để vinh danh thầy ông và cũng là thầy của nghiên cứu sinh Nguyễn Quốc Bảo là tiến sĩ Phạm Văn Ngọt, nguyên Trưởng khoa Sinh học, Trường Đại học Sư phạm Thành phố Hồ Chí Minh vì những đóng góp to lớn của thầy Ngọt cho việc nghiên cứu đa dạng thực vật ở Việt Nam.